# Norbert Stück
Norbert Stück (geb. 1952 in Hamburg) ist ein deutscher Objektkünstler, konzeptioneller Gestalter und Szenograph für Tanz und Theater.

## Leben und Wirken
Stück absolvierte sein Studium an der Hochschule der Künste in West-Berlin 1981 als Meisterschüler und 1983 mit dem Ersten Künstlerischen Staatsexamen. Daneben studierte er Germanistik und Ästhetik.
Seine ephemeren Aktionen und Installationen wurden früh durch die Karl-Hofer-Gesellschaft, die Stiftung Kunstfonds, Bonn, und vom Künstlerhaus Bethanien gefördert. 1988 erhielt er das Jahresstipendium PS1 des Kultursenats Berlin/DAAD für das Institute for Art and Urban Resources in New York, wo er bis 1989 lebte. Als kultureller Vertreter der Länder Brandenburg/Berlin errichtete er mit Raffael Rheinsberg die monumentale Zeitsäule zur Weltausstellung Expo 92 in Sevilla. Das wachturmgroße Regal mit Hunderten Bruchstücken von der Berliner Mauer markierte die Länderwoche vor dem Deutschen Pavillon. Zwischen 1984 und 2006 erfüllte Norbert Stück interdisziplinäre Lehraufträge an verschiedenen staatlichen Kunsthochschulen im In- und Ausland.
Die multimedialen Arbeiten zum globalen Gesamtkunstwerk Planet Soap Supertank entstanden zwischen 1983 und 2023 und wurden mehrfach in Europa und Asien ausgestellt. Objekte und Soapographien befinden sich in privaten Sammlungen und im Kupferstichkabinett der Staatlichen Museen Berlin.
Puristische Bühnenräume entstanden in Zusammenarbeit mit bedeutenden Choreographen. Besonders assistierte Norbert Stück dem Solotänzer Gerhard Bohner bei den Bauhaustänzen und dem Solo „Schwarz-Weiss-Zeigen“ mit einer als Partner eingesetzten abstrakten Gliederpuppe.
Im Auftrag der Akademie der Künste wirkt Norbert Stück als Kurator für die von Bohner im Jahre 1977 rekonstruierten Kunstfiguren des Triadischen Balletts von Oskar Schlemmer, welches als epochales Meisterwerk der Avantgarde gilt.
2019 setzte die Stiftung Buchkunst die dokumentarische Publikation Die Abstrakten von Norbert Stück auf die shortlist der schönsten deutschen Sachbücher.